# Aimé Durbec
Pour les articles homonymes, voir Durbec.
Aimé Durbec, né le 13 septembre 1902 à Ollioules (Var) et mort le 23 décembre 1991 à Garches (Hauts-de-Seine), est un footballeur français évoluant au poste de défenseur. 
Durbec porte le maillot de l'OM de 1924 en football à 1931 et remporte les Coupes de France 1925-1926 et 1926-1927 ainsi que le Championnat de France amateur de football 1928-1929. Il rejoint ensuite le RC Paris pour une saison avant de finir sa carrière au Club français de 1933 à 1934.
Le 12 juin 1927, Aimé Durbec réalise son seul match en tant qu'international français face à la Hongrie, perdu sur le score de 12 buts à 1.

## Sources
- « Aimé Durbec », sur om1899.com (consulté le 11 mai 2018)